# 下ネタ
下ネタ、下ねた（しもねた）は、性や排泄といった下半身に関する話題のこと。「しも」は下半身、「ねた」は「たね（種）」を逆に読んだ隠語である。

## 下ネタに対する法的責任
一般に下ネタは下品な物と見なされており、猥談として用いられる事が多かったが、性加害への問題視が深刻化するようになった事により厳罰化の対象となり、相手に許可を取らずに性的な話を開始する事は公然わいせつ罪、迷惑防止条例、男女雇用機会均等法、不同意わいせつ罪等の法的責任が発生して刑事罰の対象となり、犯罪行為となる（平成でも判例が平成10年3月11日・和歌山地裁・和歌山セクハラ事件、平成16年7月8日・横浜地裁・職員セクハラ事件等）。